# Pygopleurus ressli
Pygopleurus ressli är en skalbaggsart som beskrevs av Rudolph Petrovitz 1963. Pygopleurus ressli ingår i släktet Pygopleurus och familjen Glaphyridae. Inga underarter finns listade i Catalogue of Life.